# STS-91
إس تي إس-91 (بالإنجليزية: STS-91)‏ الرحلة الحادية والتسعون ضمن برنامج مكوك الفضاء لوكالة ناسا، والرحلة الرابعة والعشرون على متن مكوك الفضاء ديسكفري، انطلقت الرحلة في 2 يونيو 1998 من مركز كينيدي للفضاء ، وهبطت بتاريخ 12 يونيو في مركز كينيدي للفضاء أيضاً، بعد تسعة أيام و19 ساعة مكثتها الرحلة في الفضاء، تم خلال الرحلة الرسو الأخير لمكوك أمريكي على محطة مير الفضائية الروسية تمهيداً للمرحلة الأولى من برنامج محطة الفضاء الدولية، بلغ عدد الرواد المشاركين في الرحلة سبعة رواد من بينهم رائد فضاء روسي.